# Lindera gracilipes
Lindera gracilipes är en lagerväxtart som beskrevs av Hsi Wen Li. Lindera gracilipes ingår i släktet Lindera och familjen lagerväxter. Inga underarter finns listade i Catalogue of Life.